# Gateway (Alaska)
Gateway es un lugar designado por el censo situado en el borough de Matanuska-Susitna en el estado estadounidense de Alaska. Según el censo de 2010 tenía una población de 5552 habitantes.

## Demografía
Según el censo de 2010, Gateway tenía una población en la que el 85,3% eran blancos, 1,0% afroamericanos, 4,2% amerindios, 1,8% asiáticos, 0,5% isleños del Pacífico, el 1,1% de otras razas, y el 6,1% pertenecían a dos o más razas. Del total de la población el 3,7% eran hispanos o latinos de cualquier raza.

## Localidades adyacentes
El siguiente diagrama muestra a las localidades más próximas a Gateway.